# Ballade voor een doodskist
Ballade voor een doodskist is het vijftiende album uit de stripreeks Blueberry van Jean-Michel Charlier (scenario) en Jean Giraud (tekeningen). Het album verscheen voor het eerst in 1977 bij uitgeverij Dargaud-Lombard en Dargaud-Oberon. Het album is daarna nog vijf keer herdrukt, voor het laatst in 1994. Ook verscheen er hardcover edities. Ballade voor een doodskist werd in 2017 samen met de delen Chihuahua Pearl en De man die $500.000 waard was integraal uitgegeven door Dargaud. Het verhaal werd voorgepubliceerd in het tijdschrift Eppo.

## Inhoud
Alle hoofdrolspelers komen samen in een kleine spookstad, Tacoma, op zoek naar de Geconfedereerde schat. De schat wordt gevonden en Blueberry stelt alles in het werk om hem over de grens met de VS terug te brengen. Hij krijgt daarbij hulp van Chihuahua Pearl, MacClure en Red Neck en wordt dwars gezeten door Commander Vigo, de Jayhawkers en een premiejager.

## Hoofdpersonen
- Blueberry, cavalerieluitenant
- Jim MacClure, oudere metgezel van Blueberry
- Chihuahua Pearl, variété artieste
- Trevor, voormalig kolonel van het zuidelijke leger
- Vigo, commandant uit het Mexicaanse leger
- kolonel Lopez, gouverneur van de staat Chihuahua
- Finlay en Kimball, deserteurs uit het zuidelijke leger